# شوگیتای
شوگیتای (彰義隊) تشکیلات نظامی

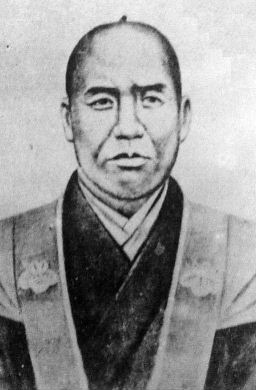
آمانو هاچیرو

شوگون‌سالاری توکوگاوا بود که در سال ۱۸۶۸ توسط هاتاموتو آمانو هاچیرو و از ملازمان خاندان هیتوتسوباشی تشکیل شد، یک سازمان زبده پیاده گروه حمله سامورایی بود که در زوشیگایا، ادو (اکنون توکیو تشکیل شد. شوگیتای‌ها در نبردهای جنگ بوشین، به ویژه در نبرد توبا-فوشیمی شرکت کردند و پس از انتساب دفاع از معبد کانئی، در نبرد اوئنو در نزدیک معبد قرار گرفتند.
پس از نبرد اوئنو، برخی از شوگیتای‌های بازمانده به شمال گریختند و در نهایت به شورشیان جمهوری ازو پیوستند. پس از شکست ازو، بسیاری از معدود شوگیتای‌های سابق باقی مانده در هوکایدو به عنوان توندن‌هی ساکن شدند. در میان بازماندگان تویوهارا چیکانوبو بودند که بعداً به عنوان یک هنرمند استاد نیشیکی-ئه به شهرت رسید.